# Мицов, Владимир
Владимир Мицов (серб. Владимир Мицов; род. 16 апреля 1985 года в Белграде, СФРЮ) — сербский профессиональный баскетболист, игравший на позиции лёгкого форварда.

## Карьера

### Клубная
Профессиональную карьеру Мицов начал в сезоне 2003-04 в составе баскетбольного клуба «ОКК Белград». Сезон 2004-05 игрок провел в другом сербском клубе «Лавови 063». В сезоне 2005-06 годов выступал в команде «Будучност». В 2007 году перешёл в «Партизан», в составе которого стал чемпионом Сербии.
В сезоне 2007-08 годов вновь вернулся в «Будучност», дважды стал чемпионом Черногории. В 2009 году переехал в Грецию, где выступал за «Панионис». Затем перешёл в испанский чемпионат, где выступал за «Басконию».
В январе 2010 года подписал контракт с итальянским клубом «Канту».
В июле 2012 года подписал годичный контракт с правом продления с московским «ЦСКА».
В июле 2014 года подписал контракт с турецким клубом «Галатасарай».

### Международная
В 2001 году принимал участие в чемпионате Европы по баскетболу среди юношей в составе сборной Югославии. В 2005 году на чемпионате Европы среди молодёжных команд до 20 лет в составе сборной Сербии и Черногории завоевал бронзовые медали.